# Siedlung am Grazer Damm

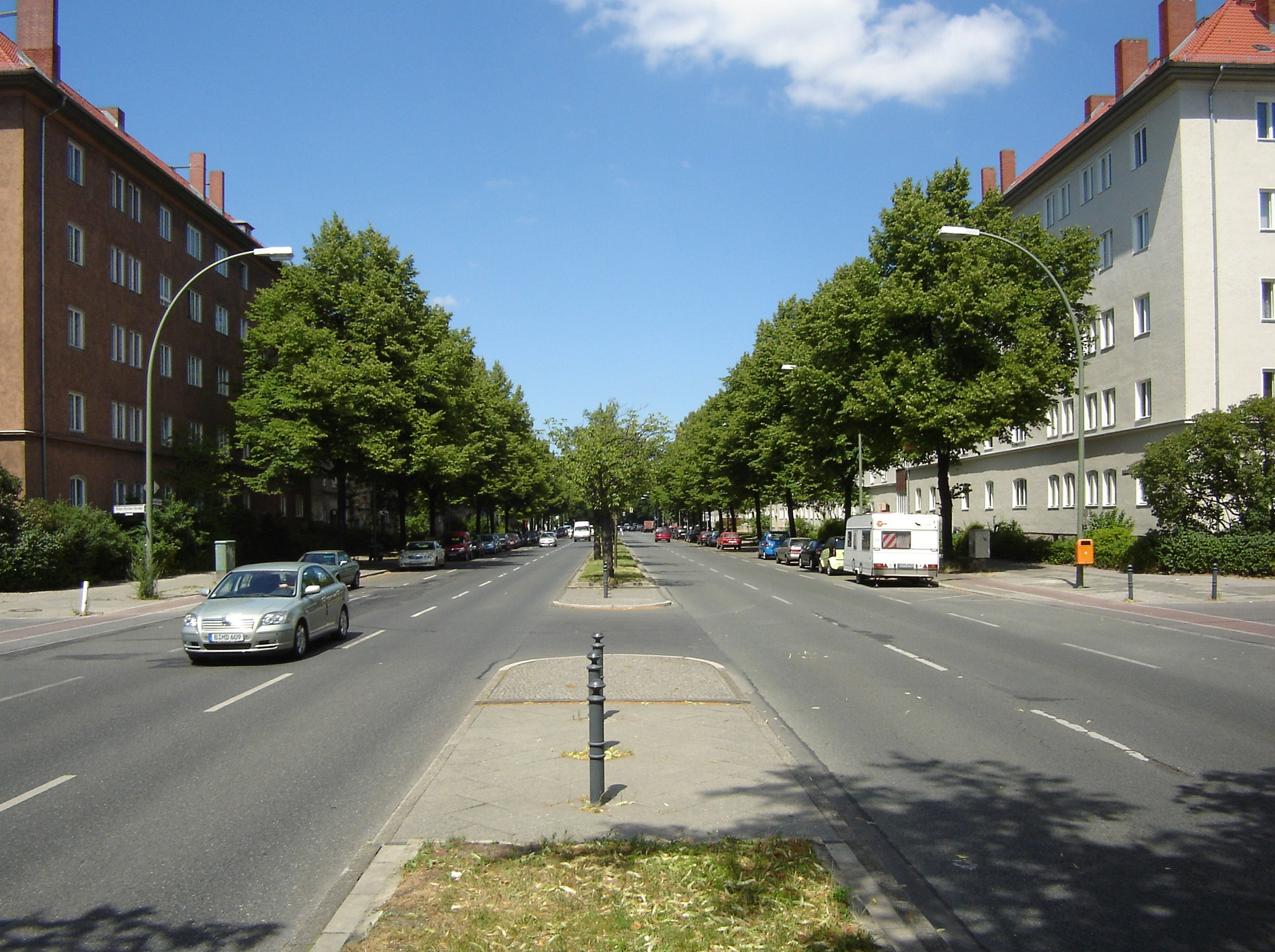
Siedlung am Grazer Damm

Siedlung am Grazer Damm är ett bostadsområde i Schöneberg i Berlin som byggdes 1938-1940. Det är ett exempel på de bostadsområden som byggdes i Nazityskland som det största färdigbyggda bostadsområdet från denna tid med 2000 bostäder.
Bostadsområdet på Grazer Damm planerades av Berlins stads planeringskontor (Stadtplanungsamt). Det uppvisar för nazismen typiska ideal i sin utformning: En stor dominerade gata, Grazer Damm, som gett området dess namn och byggnader som genom sin utformning ger ett fästningsliknande intryck. Husen fick även utsmyckningar i form av keramik föreställandes bland annat en pojke ur Hitlerjugend och en Bund Deutscher Mädel-flicka. Området byggdes även efter principen om en luftskyddsanpassad stad där ytor hölls öppna för att vid bombardemang undvika eldstormar och lufttryck från bomber som exploderar mot marken.
Siedlung am Grazer Damm byggdes efter en enklare standard med så kallade Volkswohnung. Detta innebär billiga hyreslägenheter som i regel saknade balkong och som hade enkla kök och badrum. Byggstandarden var lägre än den som utvecklats under 1920-talet i Weimarrepubliken.